# Mongolojassus elpatjevskii
Mongolojassus elpatjevskii är en insektsart som beskrevs av Aleksey A. Zachvatkin 1953. Mongolojassus elpatjevskii ingår i släktet Mongolojassus och familjen dvärgstritar. Inga underarter finns listade i Catalogue of Life.